# Francesco Zagar
Francesco Zagar (auch Zàgar; * 30. November 1900 in Pola; † 17. Februar 1976 in Mailand) war ein italienischer Astronom.

## Leben
Zagar studierte zunächst in Pisa, dann in Padua Mathematik und wurde 1932 mit einer Dissertation über das Dreikörperproblem promoviert. Anschließend arbeitete er an der Sternwarte Padua bei Giovanni Silva und wurde 1930 Dozent an der Universität. 1936 wurde er außerordentlicher Professor an der Universität Palermo und Leiter der Sternwarte. 1938 erhielt er den Lehrstuhl für Astronomie an der Universität Bologna, der frei geworden war, da Guido Horn d’Arturo aufgrund der faschistischen Rassengesetze entlassen worden war. Mit der Rückkehr Horn d’Arturos 1945 unterrichtete Zagar weiter in Bologna und war von 1945 bis 1948 Dekan der naturwissenschaftlichen Fakultät. 1948 wurde er Professor an der Universität Mailand und Direktor des Astronomischen Observatoriums Brera, was er bis zu seiner Pensionierung 1971 blieb.
Zagar war Präsident der Società Astronomica Italiana und von 1967 bis 1970 Präsident der IAU-Kommission 31.

## Leistungen
Zagar beschäftigte sich hauptsächlich mit Himmelsmechanik, sphärischer Astronomie, Astrometrie, Stellarstatistik und Stellardynamik. Er arbeitete an der Bahnbestimmung des 1930 neu entdeckten Pluto und beobachtete Kometen, veränderliche Sterne und Doppelsterne wie 61 Cygni, deren Bahnen er berechnete.
In Mailand sorgte er für den Ausbau der Sternwarte und beschaffte neue Instrumente, darunter ein Spiegelteleskop mit 1,5 m Öffnung.
1948 veröffentlichte er das Lehrbuch Astronomia sferica e teorica, das weit verbreitet war und mehrmals neu aufgelegt wurde.

## Ehrungen
- Mitglied der Accademia Nazionale dei Lincei, 1959
- Ehrendoktor der Universität Luxemburg, 1973
- Benennung des Asteroiden (6746) Zagar[1]